# 聶瑄
聶瑄（1456年—？），字廷器，金吾右衛官籍，山東平原縣人，明朝政治人物。

## 生平
順天府鄉試第三十九名舉人。弘治九年（1496年）中式丙辰科會試第二百五十五名，三甲第一百六十七名進士。十七年閏四月实授南京四川道監察御史，正德四年（1509年）巡按宣大，五年十一月升陕西按察司副使，八年三月升甘肃行太仆寺卿。

## 家族
曾祖聶寔緝，指揮使；祖父聶胤，指揮使；父聶恿，都指揮同知。母梅氏（封太夫人）。永感下。